# Liste des noms vernaculaires de requins
Cette liste répertorie les noms vernaculaires ou les noms vulgaires de requins.
Vous pouvez aussi consulter la liste des noms scientifiques.
Cette liste comprend deux parties, la première liste les espèces de requins proprement dits. La seconde partie liste des espèces quelques fois apparentées à celle du premier groupe et dont le nom vernaculaire comporte le mot "requin".
Il existe un minimum de « 138 » espèces de requins dans le monde à ce jour .

## Liste des noms vernaculaires des espèces de requins
- Grand requin blanc : Carcharodon carcharias.
- Grand requin marteau : Sphyrna mokarran.
- Maraîche : Lamna nasus.
- Megalodon : Procarcharodon megalodon (espèce éteinte).
- Requin à aileron blanc : Carcharhinus longimanus.
- Requin à joues blanches : Carcharhinus dussumieri.
- Requin à longue dorsale : Pseudotriakis microdon.
- Requin à museau pointu : Rhizoprionodon acutus.
- Requin à nageoires rondes : Carcharhinus longimanus.
- Requin à nez pointu : Rhizoprionodon acutus ; Rhizoprionodon terraenovae.
- Requin à nez rude : Carcharhinus macloti.
- Requin à petites dents : Carcharhinus isodon.
- Requin à pointes : Carcharhinus longimanus.
- Requin à pointes blanches : Carcharhinus albimarginatus ; Triaenodon obesus.
- Requin à pointes noires : Carcharhinus melanopterus.
- Requin à queue noire : Carcharhinus amblyrhynchos.
- Requin à queue tachetée : Carcharhinus sorrah.
- Requin à taches noires : Carcharhinus sealei.
- Requin aiguillat : Squalus megalops.
- Requin aiguille : Rhizoprionodon porosus; Rhizoprionodon lalandii; Rhizoprionodon oligolinx ; Rhizoprionodon terraenovae ; Rhizoprionodon taylori
- Requin aveugle des roches : Brachaelurus waddi.
- Requin aveugle gris-bleu : Heteroscyllium colcloughi.
- Requin babosse : Carcharhinus altimus.
- Requin baleine : Rhincodon typus.
- Requin baleinier : Carcharhinus fitzroyensis.
- Requin balestrine : Carcharhinus amboinensis.
- Requin-baliai : Carcharhinus hemiodon.
- Requin bar : Carcharhinus amblyrhynchos.
- Requin bécune : Isogomphodon oxyrhynchus.
- Requin bironche : Rhizoprionodon longurio.
- Requin blanc : Carcharhinus amblyrhynchos ; Carcharhinus amblyrhynchoides; Carcharhinus limbatus ; Carcharhinus longimanus ; Carcharhinus sorrah ; Carcharodon carcharias ; Rhinobatos blochii.
- Requin bleu : Isurus oxyrinchus ; Prionace glauca.
- Requin bondeur : Loxodon macrorhinus.
- Requin bordé : Carcharhinus limbatus.
- Requin bouledogue : Carcharhinus leucas.
- Requin brisant : Carcharias tricuspidatus.
- Requin canal : Carcharhinus longimanus.
- Requin-carpette : Parascyllium collare ; Parascyllium variolatum; Parascyllium ferrugineum ; Cirrhoscyllium expolitum ; Cirrhoscyllium japonicum ; Cirrhoscyllium formosanum
- Requin-chabot à taches bleues : Chiloscyllium caerulopunctatum.
- Requin-chabot bambou : Chiloscyllium punctatum.
- Requin-chabot camot : Chiloscyllium arabicum.
- Requin-chabot élégant : Chiloscyllium indicum.
- Requin-chabot épaulette : Hemiscyllium hallstromi.
- Requin-chabot gris : Chiloscyllium griseum.
- Requin-chabot grivelé : Hemiscyllium freycineti.
- Requin-chabot marqueterie : Hemiscyllium trispeculare.
- Requin-chabot moine : Hemiscyllium strahani.
- Requin-chabot ocellé : Hemiscyllium ocellatum.
- Requin-chabot taches blanches : Chiloscyllium plagiosum.
- Requin chagrin : Centrophorus granulosus.
- Requin chasseur : Carcharhinus leucas.
- Requin-chat à rubans : Eridacnis sinuans.
- Requin-chat arlequin : Ctenacis fehlmanni.
- Requin-chat cubain : Eridacnis barbouri.
- Requin-chat golloum : Gollum attenuatus.
- Requin-chat gracile : Proscyllium habereri.
- Requin-chat pygmé : Eridacnis radcliffei.
- Requin citron : Negaprion brevirostris;Negaprion acutidens.
- Requin corail : Triaenodon obesus.
- Requin-crocodile : Pseudocarcharias kamoharai.
- Requin cuivre : Carcharhinus brachyurus.
- Requin dagsit : Carcharhinus amblyrhynchos.
- Requin de Galapagos : Carcharhinus galapagensis.
- Requin de nuit : Carcharhinus signatus.
- Requin de récif : Carcharhinus perezi.
- Requin de sable : Carcharhinus obscurus.
- Requin demoiselle : Carcharhinus limbatus ; Galeocerdo cuvier.
- Requin des sables : Carcharias taurus.
- Requin dormeur : Ginglymostoma cirratum ; Nebrius ferrugineus.
- Requin dormeur à crête : Heterodontus galeatus.
- Requin dormeur bouledogue : Heterodontus quoyi.
- Requin dormeur buffle : Heterodontus mexicanus.
- Requin dormeur chabot : Heterodontus ramalheira.
- Requin dormeur cornu : Heterodontus francisci.
- Requin dormeur du Pacifique]: Somniosus pacificus.
- Requin dormeur fauve : Myripristis adusta ; Nebrius ferrugineus.
- Requin dormeur nekozame : Heterodontus japonicus.
- Requin dormeur taureau : Heterodontus portusjacksoni.
- Requin dormeur zèbre : Heterodontus zebra.
- Requin du Gange : Glyphis gangeticus.
- Requin épée : Scoliodon laticaudus.
- Requin féroce : Odontaspis ferox.
- Requin gracile : Carcharhinus amblyrhynchoides.
- Requin grande gueule : Megachasma pelagios.
- Requin grandes ailes : Lamiopsis temminckii.
- Requin gris : Carcharhinus amblyrhynchos ; Carcharhinus plumbeus.
- Requin griset : Hexanchus griseus ; Heptranchias perlo.
- Requin-hâ : Galeorhinus galeus.
- Requin-hâ à gros yeux : Iago omanensis.
- Requin-hâ aile blanche : Hemitriakis leucoperiptera.
- Requin-hâ dochizame : Hemitriakis japanica.
- Requin-hâ élégant : Hypogaleus hyugaensis.
- Requin-hâ long nez : Iago garricki.
- Requin-hâ voile : Gogolia filewoodi.
- Requin houareau : Carcharhinus albimarginatus.
- Requin lancette : Glyphis glyphis.
- Requin lézard : Chlamydoselachus anguineus.
- Requin limon-faucille : Negaprion acutidens.
- Requin long-nez : Lamna ditropis.
- Requin longimane : Carcharhinus longimanus.
- Requin lutin : Mitsukurina owstoni.
- Requin malais : Notorynchus cepedianus.
- Requin maquereau : Isurus oxyrinchus.
- Requin-marteau : Sphyrna tudes ; Sphyrna couardi ; Sphyrna corona ; Sphyrna media ; Sphyrna lewini ; Sphyrna zygaena ; Sphyrna tiburo
- Requin-marteau planeur : Eusphyra blochii.
- Requin nene pointe : Carcharhinus brevipinna ; Carcharhinus dussumieri ; Carcharhinus limbatus.
- Requin nerveux : Carcharhinus cautus.
- Requin nez blanc : Nasolamia velox.
- Requin nez noir : Carcharhinus acronotus.
- Requin noir : Carcharhinus melanopterus.
- Requin noronhai : Odontaspis noronhai.
- Requin nourrice : Ginglymostoma cirratum ; Nebrius ferrugineus.
- Requin nourrice à queue courte : Pseudoginglymostoma brevicaudatum.
- Requin obscur : Carcharhinus obscurus.
- Requin océanique : Carcharhinus longimanus.
- Requin peau bleue : Prionace glauca
- Requin pèlerin : Cetorhinus maximus.
- Requin perlon : Heptranchias perlo.
- Requin plat-nez : Notorynchus cepedianus.
- Requin renard : Alopias pelagicus ; Alopias vulpinus, Alopias superciliosus
- Requin sagrin : Loxodon macrorhinus.
- Requin saumon : Lamna ditropis
- Requin scie : Pristiophorus cirratus ; Pristiophorus japonicus; Pristiophorus nudipinnis;Pristiophorus schroederi
- Requin scie flutian : Pliotrema warreni.
- Requin sombre : Carcharhinus obscurus.
- Requin soyeux : Carcharhinus falciformis.
- Requin squale : Prionace glauca.
- Requin tacheté : Carcharhinus sorrah.
- Requin-tapis : Orectolobus japonicus ; Orectolobus ornatus ; Orectolobus wardi ; Orectolobus maculatus.
- Requin-tapis cordonnier : Sutorectus tentaculatus.
- Requin-tapis barbu : Eucrossorhinus dasypogon (anciennement Orectolobus dasypogon)
- Requin mako : Isurus oxyrinchus.
- Requin-taupe  : Lamna nasus ; Lamna ditropis.
- Requin-taureau : Carcharias taurus ; Carcharias tricuspidatus.
- Requin tchi : Prionace glauca.
- Requin tigre : Galeocerdo cuvier ; Stegostoma fasciatum ; Isurus oxyrinchus.
- Requin tigre houareau : Carcharhinus borneensis.
- Requin tisserand : Carcharhinus brevipinna.
- Requin trois piquants : Squalus megalops.
- Requin-vache : Hexanchus nakamurai.
- Requin zèbre : Stegostoma fasciatum.
- Sagre commun : Etmopterus spinax.
- Squalelet dentu : Isistius plutodus.
- Squalelet féroce : Isistius brasiliensis.

## Autres noms vernaculaires de poissons comportant la dénomination « requin »
- Mâchoiron requin : Ariopsis bonillai, est un poisson-chat marin
- Pilote-requin : Echeneis naucrates, est une sorte de rémora
- Raie requin : Rhinobatos cemiculus, est une raie
- Requin blanc : aux Seychelles cette dénomination est employée pour désigner la raie guitare épointée (Rhinobatos blochii)
- Requin raie ou requin mamzelle : Rhynchobatus djiddensis et Dasyatis kuhlii, sont des raies
- Thazard requin : Grammatorcynus bicarinatus, est un poisson de la famille des Scombridae
- Requin-scie : parfois nommées ainsi les espèces Pristis pectinata et Pristis zijsron ne sont pas des requins-scies mais des poissons-scies qui sont plus proches des raies.
- Barbu-requin : Balantiocheilos melanopterus est un poisson d'eau douce de la famille des Cyprinidés.
- Silure requin : Pangasius hypophthalmus est un poisson-chat d'eau douce.
- Requin à queue rouge : Epalzeorhynchos bicolor est un poisson d'eau douce de la famille des Cyprinidés.